# Hbira
Hbira o Hebira (àrab: هبيرة, Habīra) és una vila de Tunísia, situada a uns 85 km de Mahdia, a l'extrem sud-occidental de la governació de Mahdia. És en una zona agrícola però la ciutat està mal comunicada. La carretera que ve de Mahdia arriba fins a Menzel Hachet i després cal agafar un desviament per una carretera en mal estat d'uns 7 km.
És capçalera d'una delegació que arriba al nord fins a la sabkha Chrita, la segona més gran de la governació després de la sabkha Sidi El Hani (situada al nord, a la delegació d'Ouled Chamekh) i similar a la de sabkha El Ghorra (situada a l'est, a la delegació de Chorbane).
La ciutat té uns 3.000 habitants i la delegació, 11.700 habitants (cens del 2004).

## Administració
És el centre de la delegació o mutamadiyya homònima, amb codi geogràfic 33 55 (ISO 3166-2:TN-12), dividida en cinc sectors o imades:
- Hebira (33 55 51)
- Menzel Hached (33 55 52)
- Regaïgua (33 55 53)
- Ech-Chahda Ouest (33 55 54)
- El Maherza Sud (33 55 55)

Al mateix temps, forma una municipalitat o baladiyya (codi geogràfic 33 16).